# Lichtenštejnská kuchyně
Lichtenštejnská kuchyně je tradiční kuchyní Lichtenštejnska. Je pestrá a vděčí za to okolním státům. Byla ovlivněna především středoevropskou kuchyní a hlavně kuchyní sousedních států Rakouska, Švýcarska a také kuchyní Francie a Německa. Jídlo bývá vydatné. Základem je polévka, která je v horských centrech velmi poctivá a hutná. Mezi typické výrobky patří také sýry. Lichtenštejnsko má tři oblíbená národní jídla. Je to Ribel, smíchaná kukuřičná mouka s vodou a mlékem, podávaná s kompotovaným ovocem. Käsknöpfle jsou místní těstoviny sypané osmaženou cibulkou a sýrem, obvykle pikantním. Rösti jsou opečené bramborové placičky.

## Suroviny
Nejčastější používaná masa jsou hovězí, kuřecí a vepřové. Hojně se využívá mléko, ze kterého se vyrábějí mléčné výrobky, především oblíbené sýry. Ze zeleniny se nejčastěji používají brambory, chřest nebo zelí. Kvalita surovin je na vysoké úrovni.

## Stravování

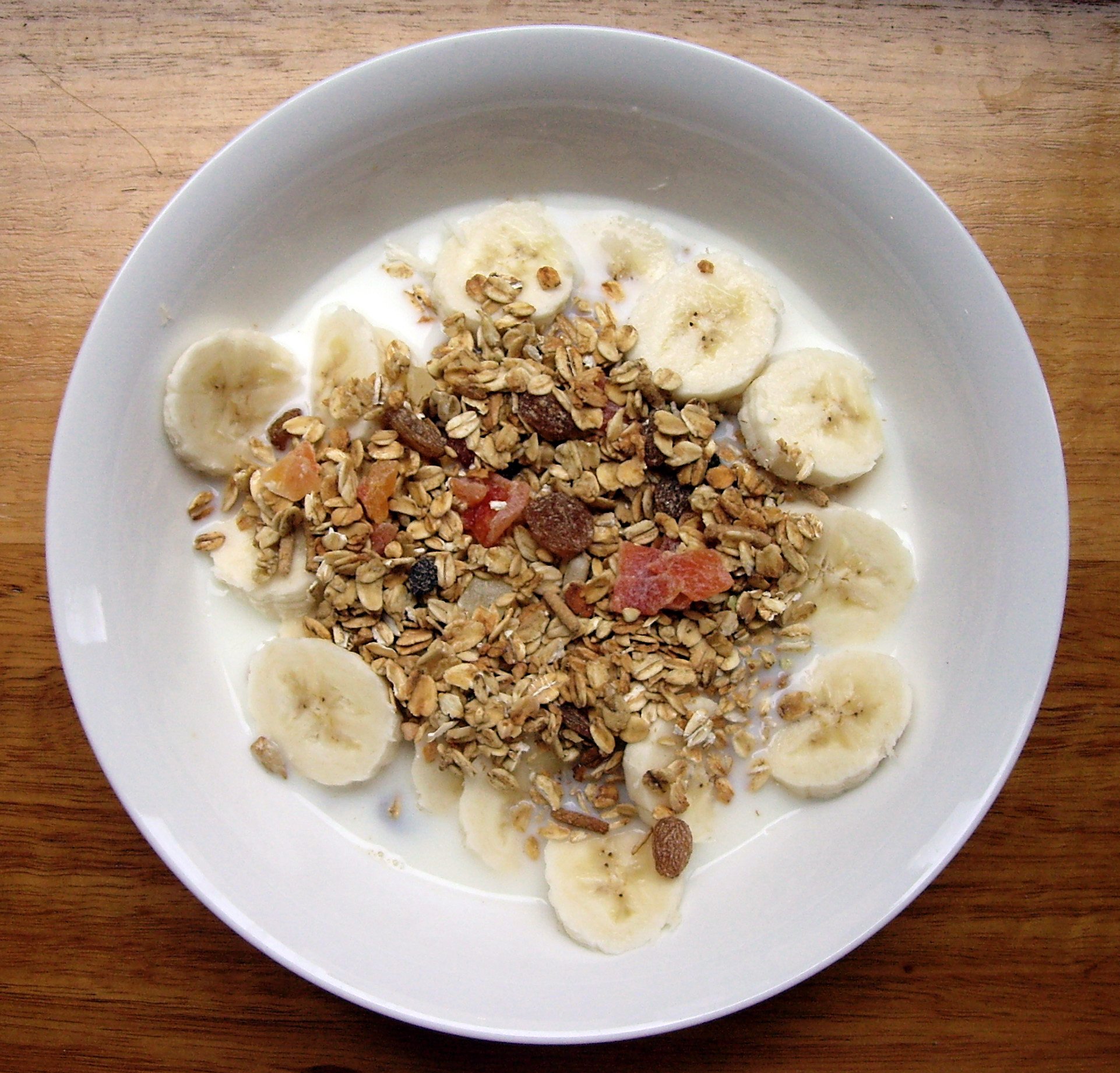
Müsli s jogurtem, banány a oříšky

Stravování je velmi podobné našemu. Odrážejí se v něm zvyky sousedního Švýcarska a Rakouska. Denní jídlo se skládá z vydatné snídaně, největšího jídla dne oběda a menší večeře. K večeři často postačí sendvič se sýrem a šunkou nebo zeleninou.

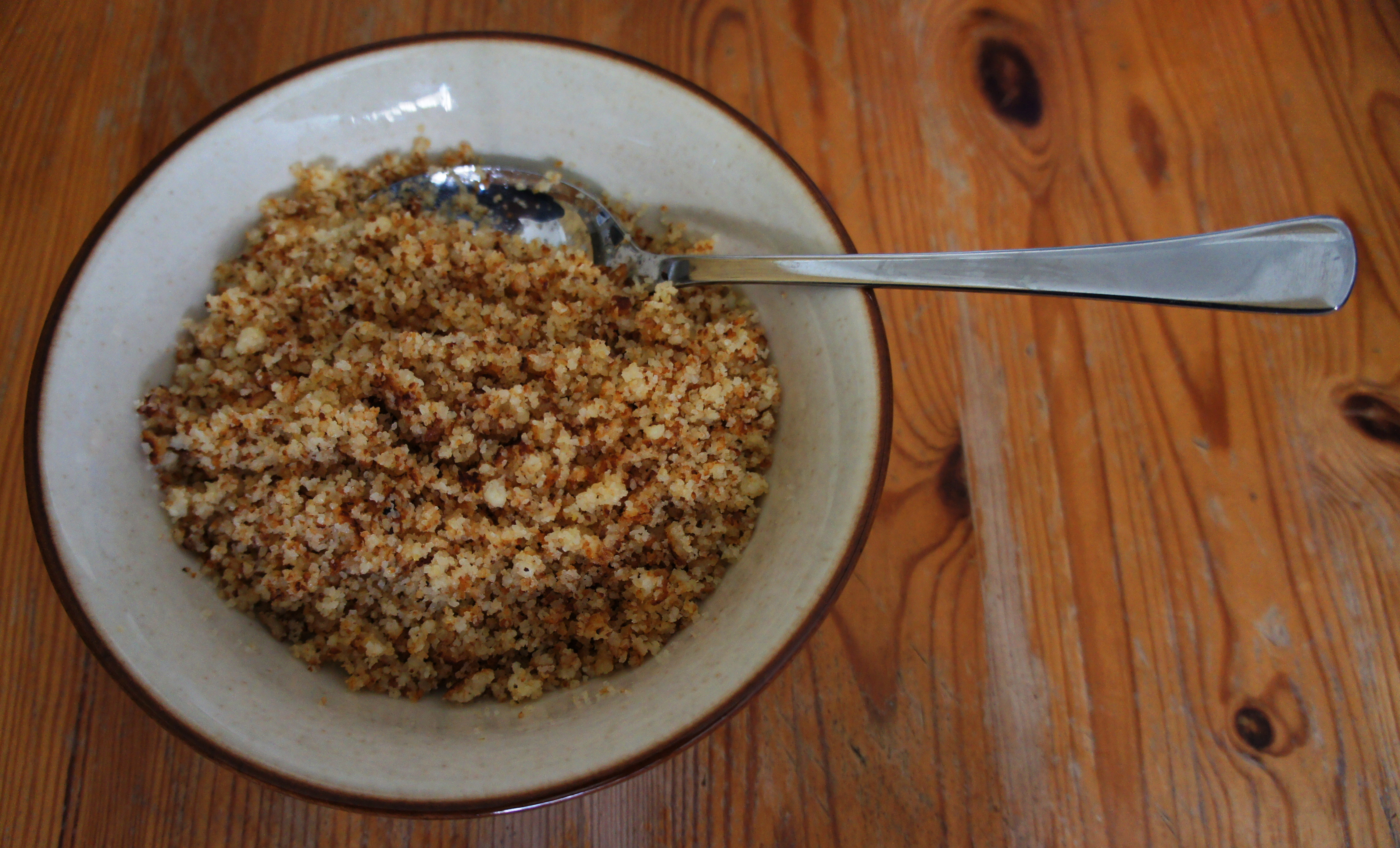
Ribel, pokrm z kukuřičné mouky

Ve všední den se v poledne restaurace plní lidmi, kteří sem přišli na oběd, odpoledne se plní kavárny lidmi, kteří sem přišli na kávu. Restaurace i kavárny mají příjemnou a klidnou atmosféru. Horské chaty nabízejí poctivou místní kuchyni a místní vinařství lahodná vína.
Všude předkládají pořádné porce jídla.

## Jídla
- Ribel, pokrm z kukuřičné mouky, nejčastěji podávaný s kompotovaným ovocem a kávou
- Rösti, bramborové placičky nebo pečené bramboryRösti, bramborová placka s masem a omáčkou

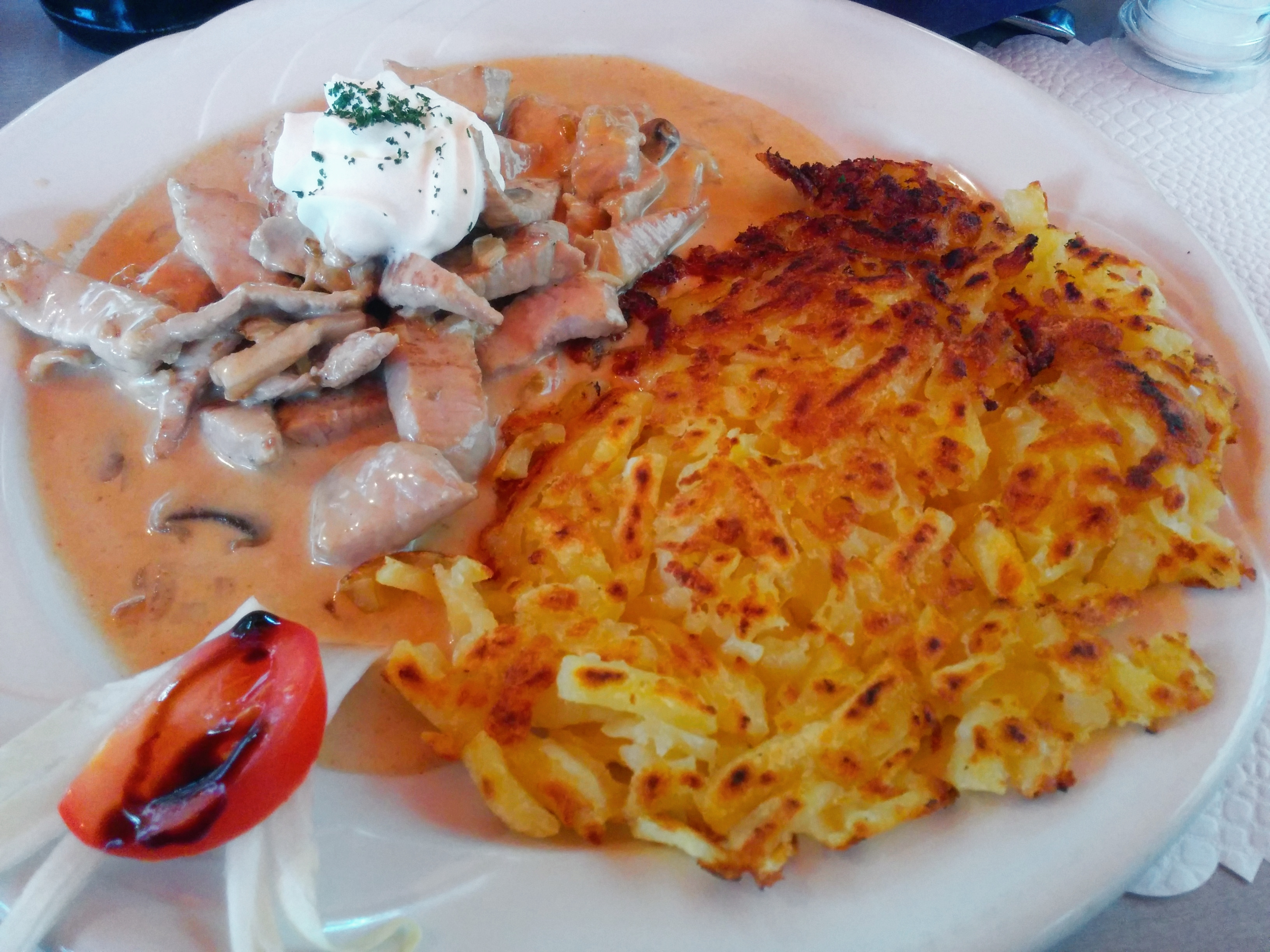
Rösti, bramborová placka s masem a omáčkou

- Käsknöpfle, nudle posypané sýrem a osmaženou cibulkou
- Bündnerfleisch, tenké plátky sušeného hovězího
- Geschnetzltes Kalbfleisch, telecí plátky ve smetanové omáčce
- Hafalaab, polévka se šunkou nebo slaninou a knedlíčky z kukuřičné mouky
- Torkarebl - tradiční lichtenštejnská kašeKäsknöpfle, nudle posypané sýrem a osmaženou cibulkou

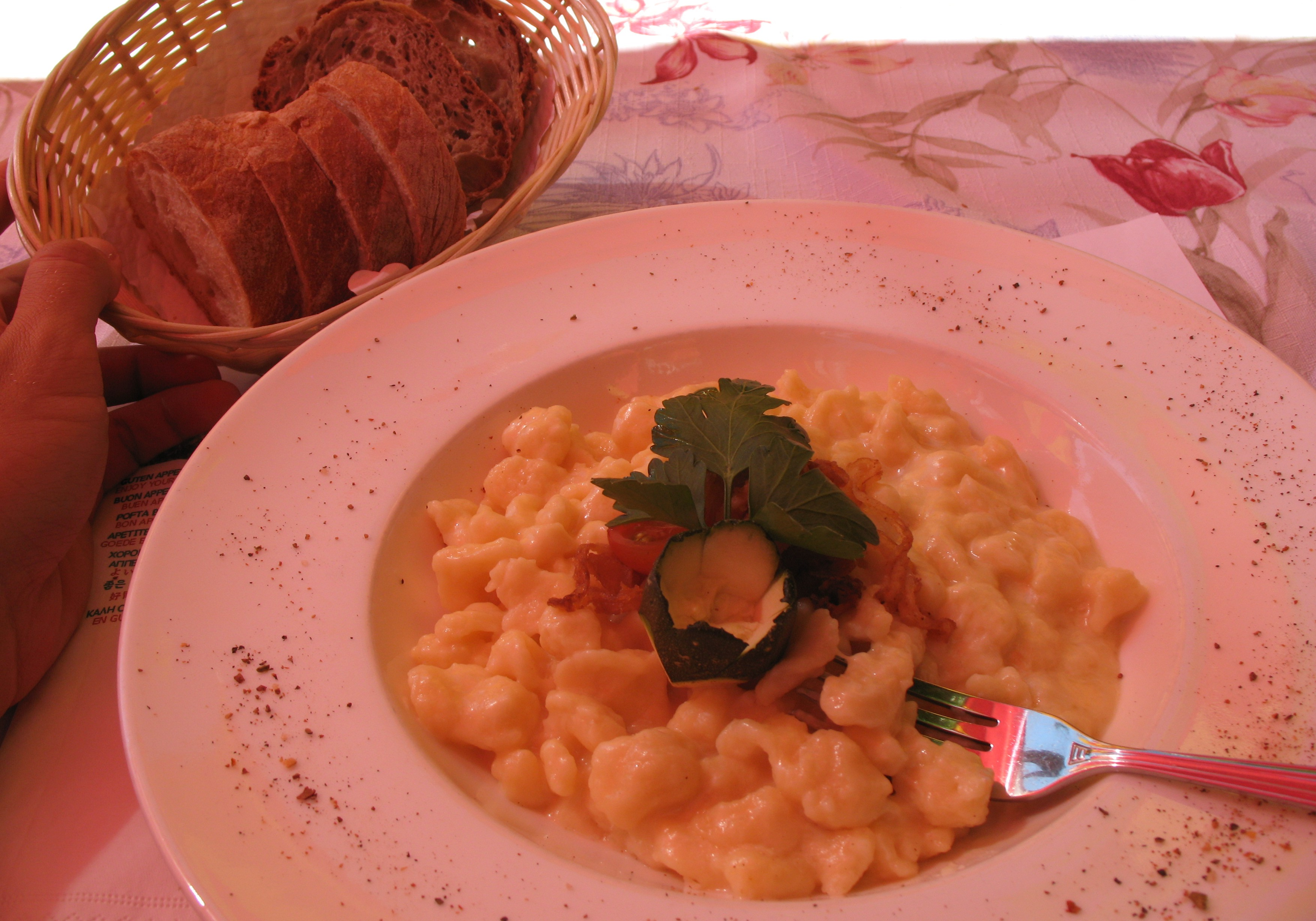
Käsknöpfle, nudle posypané sýrem a osmaženou cibulkou

- Saukerkas - tradiční lichtenštejnský sýr
- Řízky
- Uzeniny a buřty
- Chléb
- Sendviče
- Müsli
- Jogurt

## Nápoje
- Pivo, nejběžnější nápoj
- Víno, často se podává lichtenštejnské víno. Přestože rozloha země je malá, jsou tu pěstitelé vinné révy
- Káva, oblíbený nápoj